# Дмитрієв Данило Миколайович
Данило Миколайович Дмитрієв (нар. 22 жовтня 2002, Україна) — український футболіст, півзахисник  «Гірник-Спорт».

## Життєпис
Вихованець ФК «Маріуполь». Сезон 2019/20 років провів у юніорській (U-19) команді «Маріуполя». Наступний сезон також розпочав у юніорській команді «приазовців», також грав і за молодіжну команду. Напередодні матчу проти «Шахтаря», через величезну кількість орендованих у «гірників» футболістів, переведений до головної команди. У футболці «Маріуполя» дебютував 30 жовтня 2020 року в програному (1:4) виїзного поєдинку 8-го туру Прем'єр-ліги проти донецького «Шахтаря». Данило вийшов на поле в стартовому складі та відіграв увесь матч.